# Dewon wczesny
| system                            | oddział          | piętro  | wiek (mln lat) |
| --------------------------------- | ---------------- | ------- | -------------- |
| karbon                            | wczesny missisip | turnej  | młodsze        |
| dewon                             | górny            | famen   | 372,2–358,9    |
| dewon                             | górny            | fran    | 382,7–372,2    |
| dewon                             | środkowy         | żywet   | 387,7–382,7    |
| dewon                             | środkowy         | eifel   | 393,3–387,7    |
| dewon                             | dolny            | ems     | 407,6–393,3    |
| dewon                             | dolny            | prag    | 410,8–407,6    |
| dewon                             | dolny            | lochkow | 419,2–410,8    |
| sylur                             | przydol          | przydol | starsze        |
| Podział według ICS, wrzesień 2023 |                  |         |                |

Dewon wczesny – pierwsza epoka dewonu, trwająca około 20 milionów lat (od 416,0 ± 2,8 do 397,5 ± 2,7 mln lat temu). Wczesny dewon jest młodszy od przydolu a starszy od środkowego dewonu. Dzieli się na trzy wieki: lochkow, prag i ems.
Chronostratygraficznym odpowiednikiem epoki wczesnego dewonu jest oddział dewon dolny. Dolny dewon dzieli się na trzy piętra: lochkow, prag i ems.